# Dom Artystów Weteranów Scen Polskich

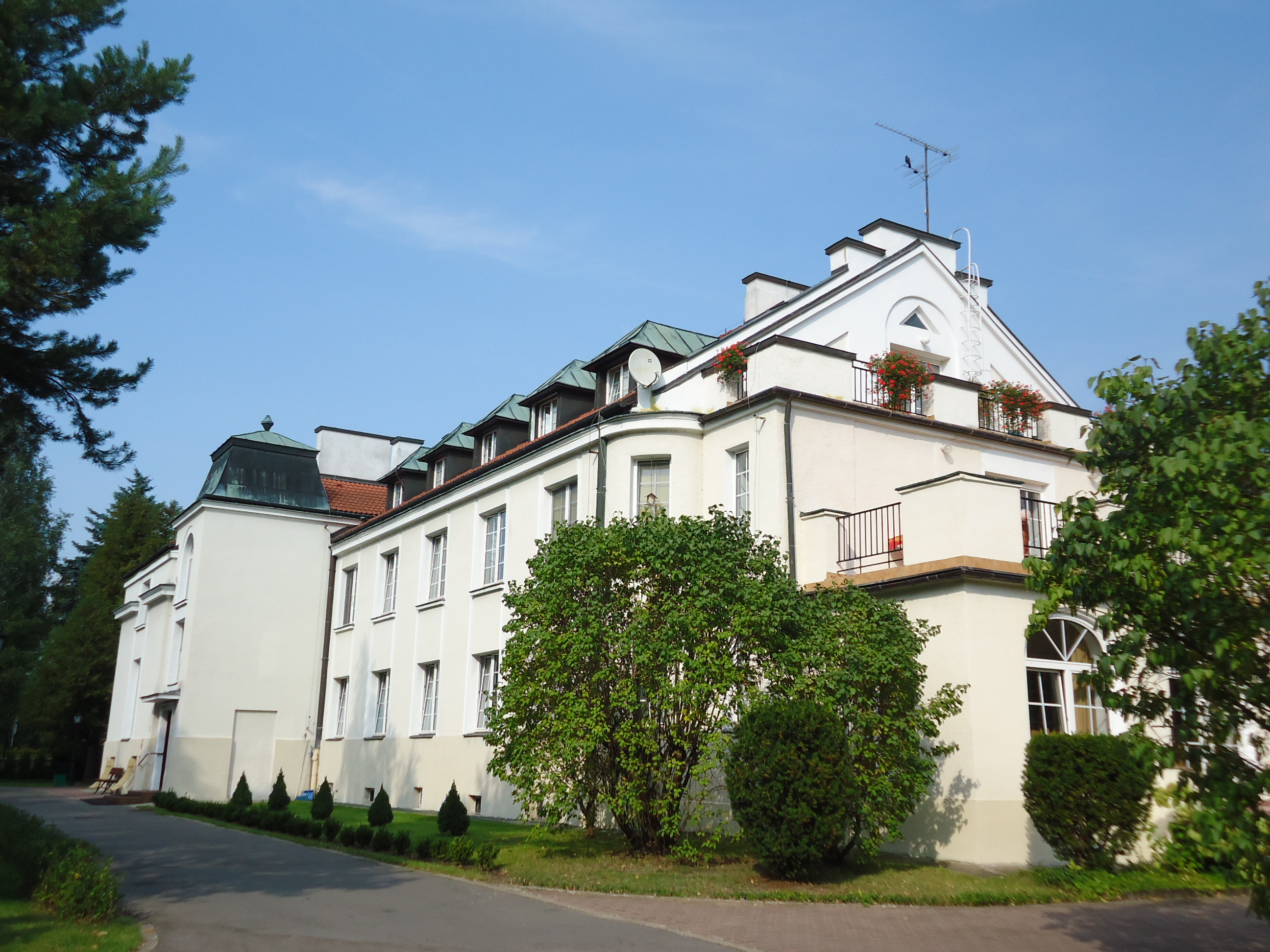
Budynek główny, tzw. Schronisko

Dom Artystów Weteranów Scen Polskich w Skolimowie (Dom Aktora w Skolimowie) – dom należący do Związku Artystów Scen Polskich, znajdujący się obecnie w lewobrzeżnej części Konstancina-Jeziorny (w Skolimowie C), przy ul. Kazimierza Pułaskiego 6.

## Historia

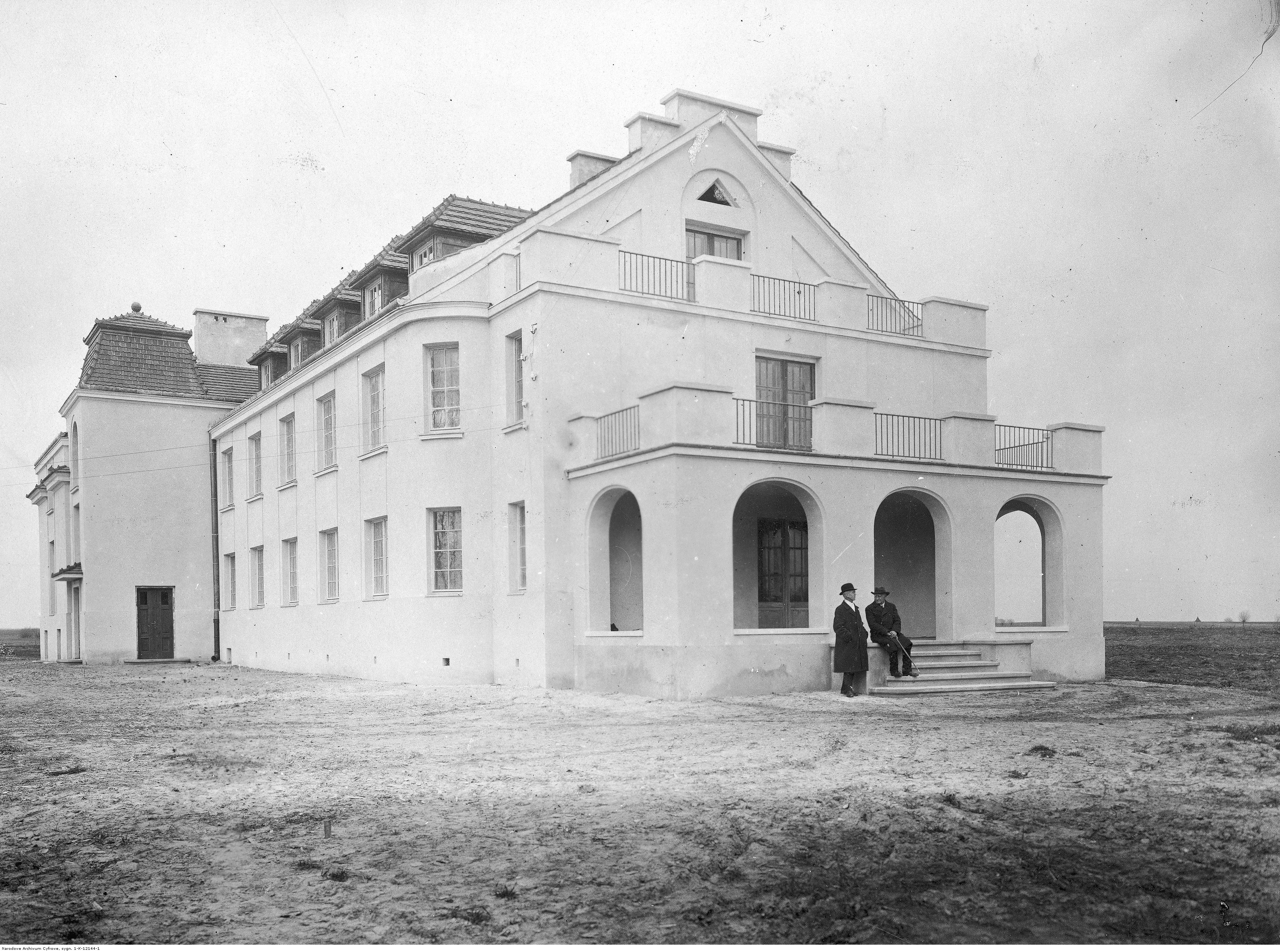
Dom Aktora w Skolimowie – stan z 1927

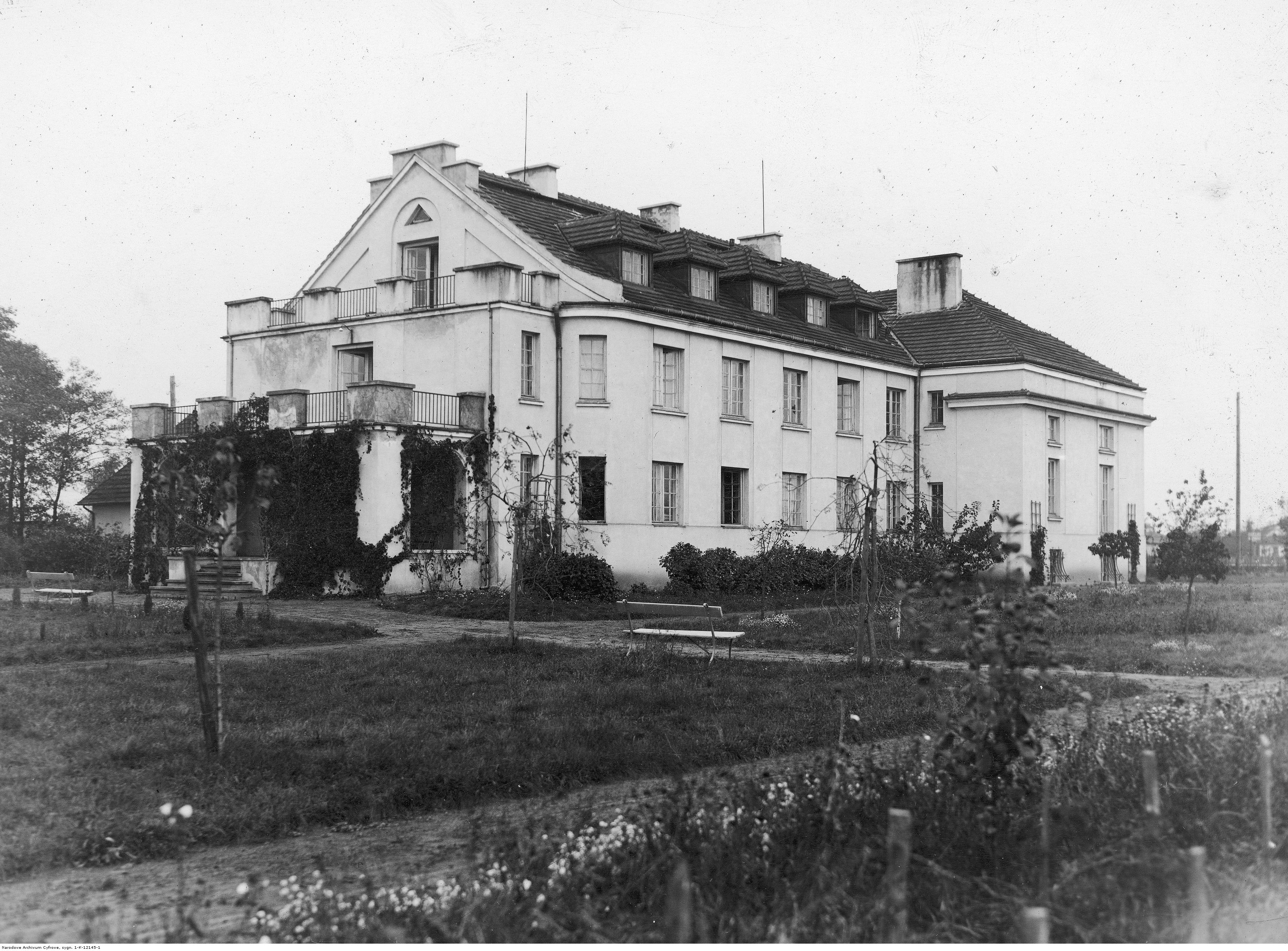
Dom Aktora w Skolimowie – stan z 1934

Dom został wybudowany w 1927 ze składek członków ZASP i darowizn miłośników teatru, z myślą o samotnych emerytowanych artystach. Wzniesiony z inicjatywy aktora Antoniego Bednarczyka na parceli ufundowanej przez Wacława Prekera. Do II wojny światowej schronisko dla aktorów w trudnej sytuacji życiowej.
Po wojnie utrzymywany dzięki dotacjom Ministerstwa Kultury i Sztuki oraz dzięki akcjom charytatywnym organizowanym przez aktorów, nadal jest miejscem pobytu i zamieszkania dla wielu artystów. W latach 80. XX wieku powiększony o nowy budynek, dzięki m.in. zapisom testamentowym Zofii Terne i rodzeństwa Rapackich oraz dotacji Ministerstwa Kultury i Sztuki, jest dziś zamieszkany przez blisko 50 osób, gdzie każdy z mieszkańców ma własny pokój i zapewnioną opiekę. Znajdują się tu też mieszkania dla małżeństw, z łazienkami i aneksami kuchennymi.
W 2020 roku powstała piosenka charytatywna Artyści dla Skolimowa „Jest taki dom” napisana specjalnie z myślą o pomocy dla Domu Artystów Weteranów Scen Polskich. Jej autorzy to Marek Dutkiewicz i Marcin Nierubiec. W teledysku do utworu pojawiła się plejada gwiazd polskiego kina i teatru m.in. Małgorzata Kożuchowska, Joanna Kurowska, Olga Bończyk, Krystyna Tkacz, Małgorzata Królikowska, Daniel Olbrychski, Wiktor Zborowski, Piotr Machalica, Paweł Królikowski, Joanna Dark, Elżbieta Panas.

## Mieszkańcy
W domu zamieszkali m.in. Barbara Bargiełowska, Barbara Bittnerówna, Zofia Dobrzańska, Józef Fryźlewicz, Irena Górska-Damięcka, Witold Gruca, Eugenia Herman, Maria Homerska, Lidia Korsakówna, Barbara Krafftówna, Ewa Krasnodębska, Zbigniew Korpolewski, Zofia Kucówna, Irena Kwiatkowska, Bożena Mrowińska, Danuta Muszyńska-Zamorska, Kazimierz Orzechowski, Zofia Perczyńska, Tadeusz Pluciński, Jerzy Połomski, Danuta Rinn, Witold Sadowy, Irena Santor, Irena Sznebelin, Andrzej Szopa, Teresa Szmigielówna, Rena Tomaszewska, Zofia Wilczyńska, Bohdan Wróblewski, Adolfina Zimajer, Teofila Żołopińska.

## Galeria

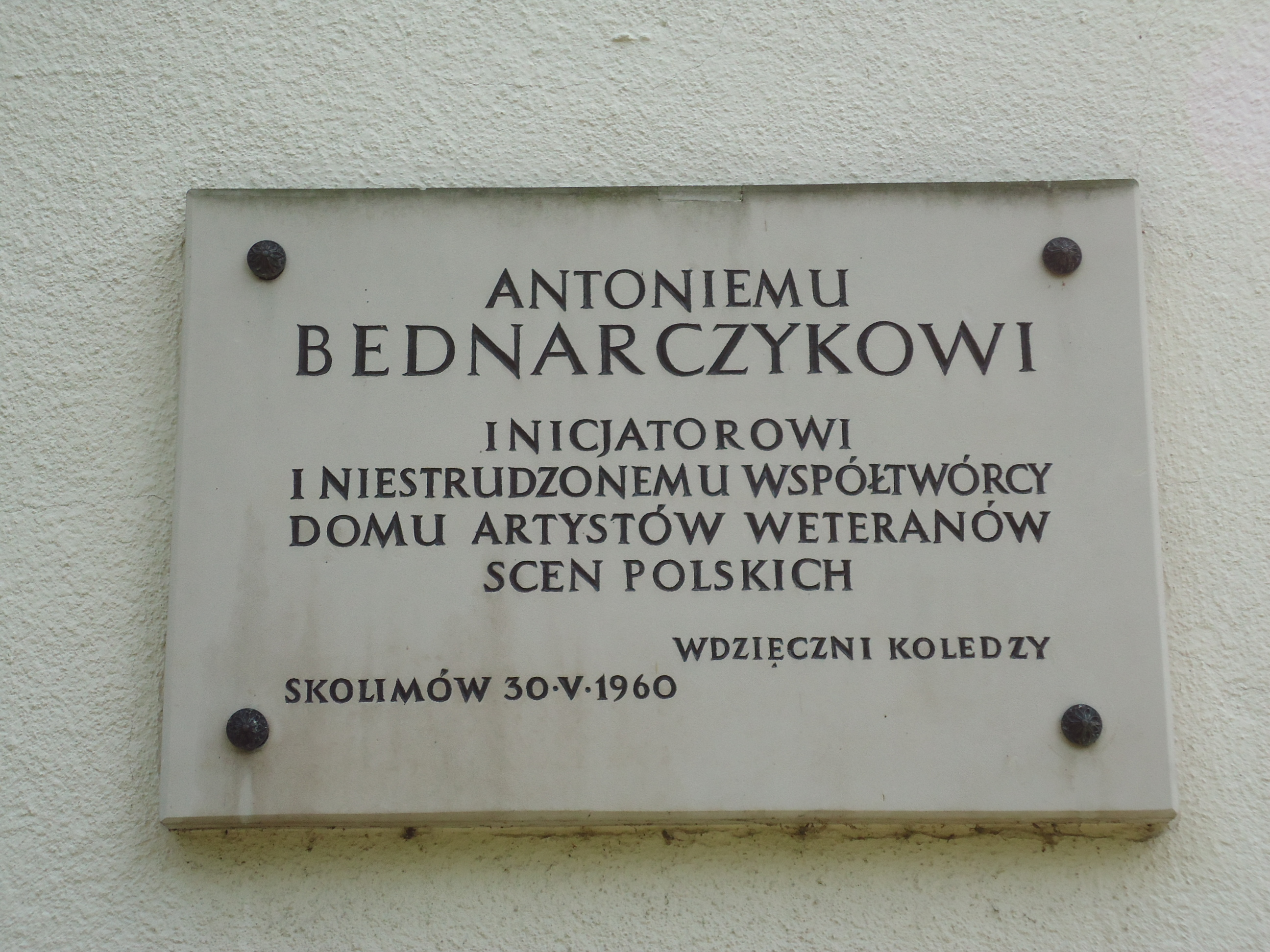
Tablica upamiętniająca twórcę Domu na ścianie budynku głównego
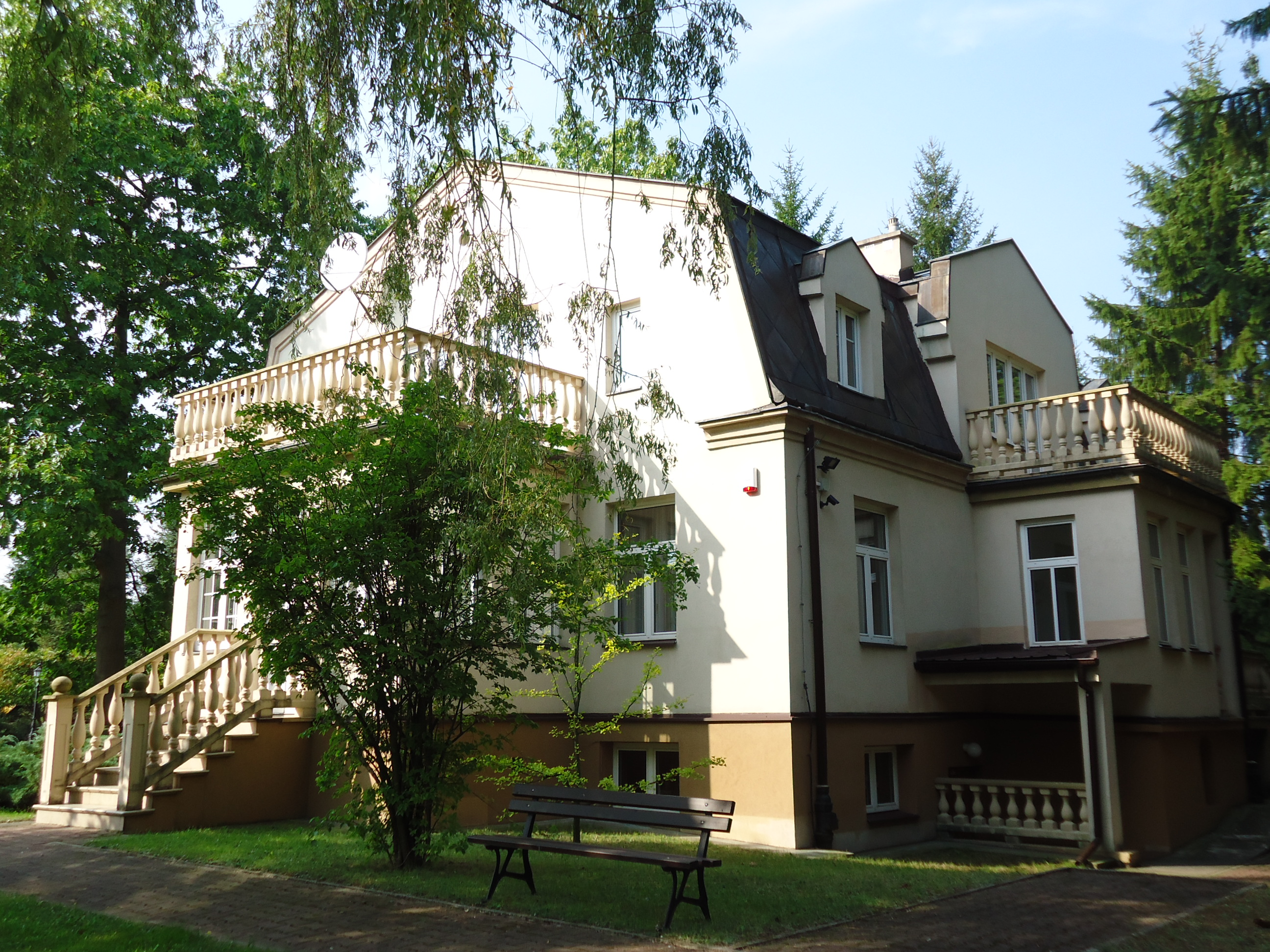
Dom pracy twórczej
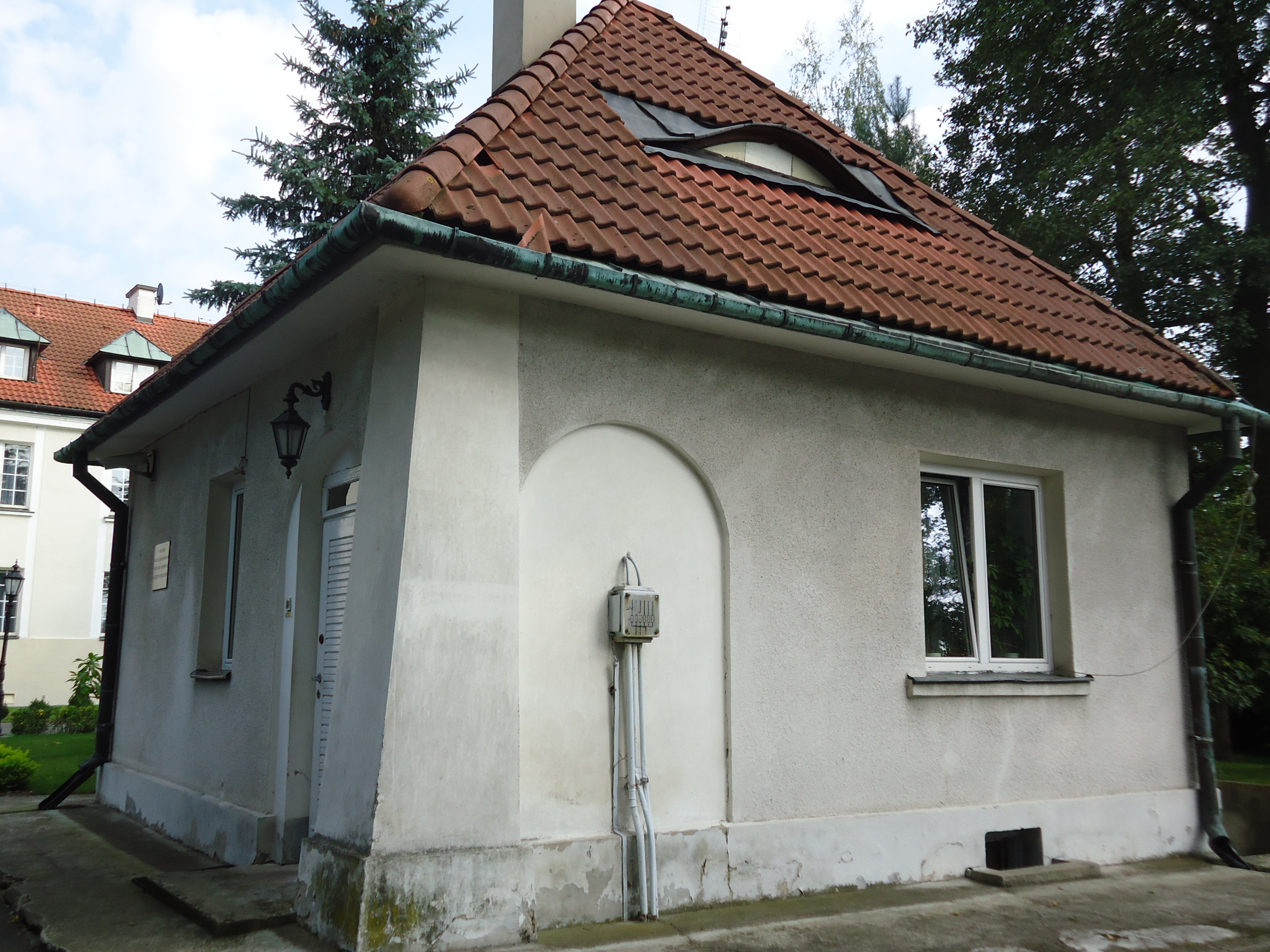
Tzw. dom ogrodnika
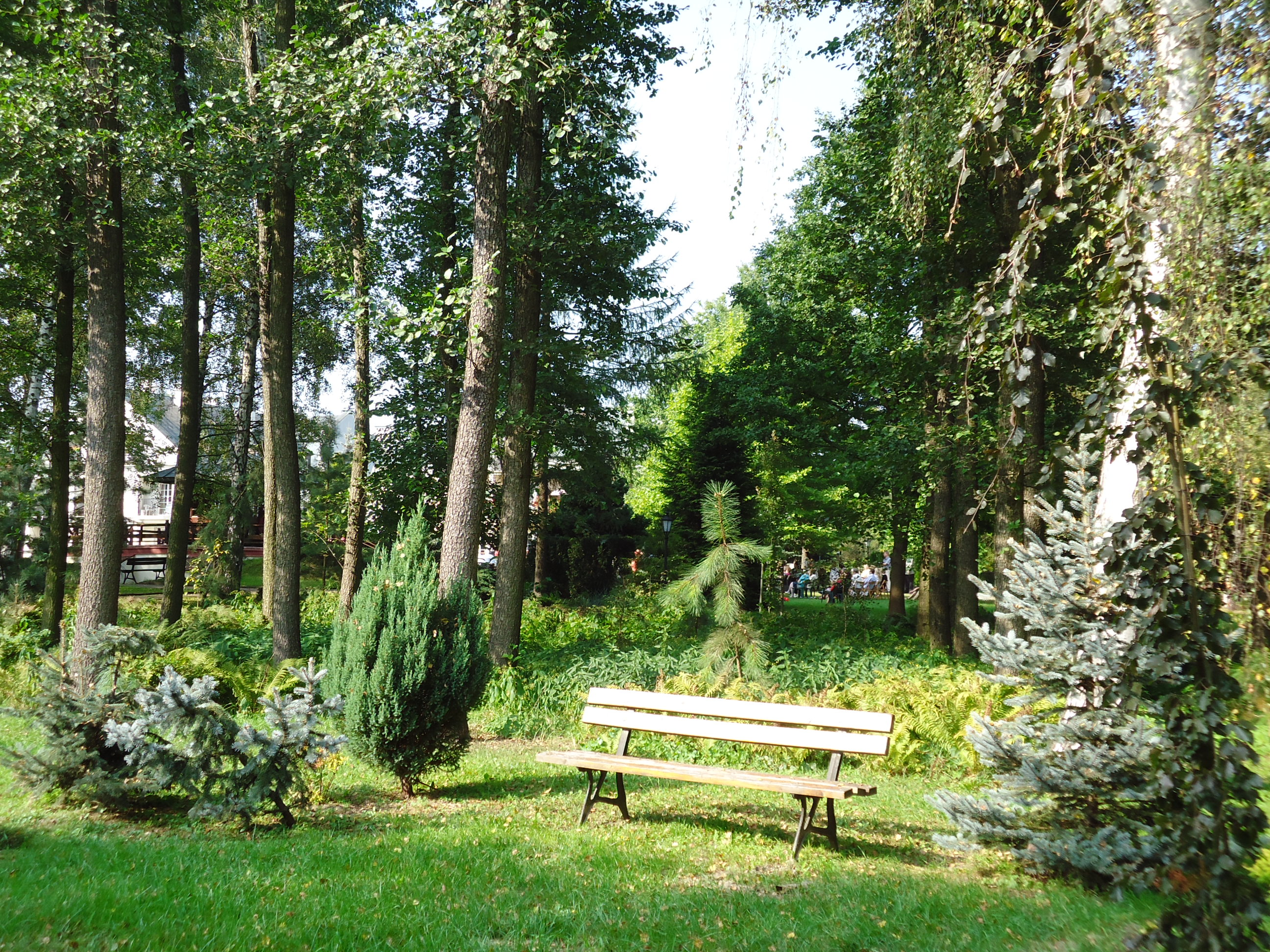
Ogród
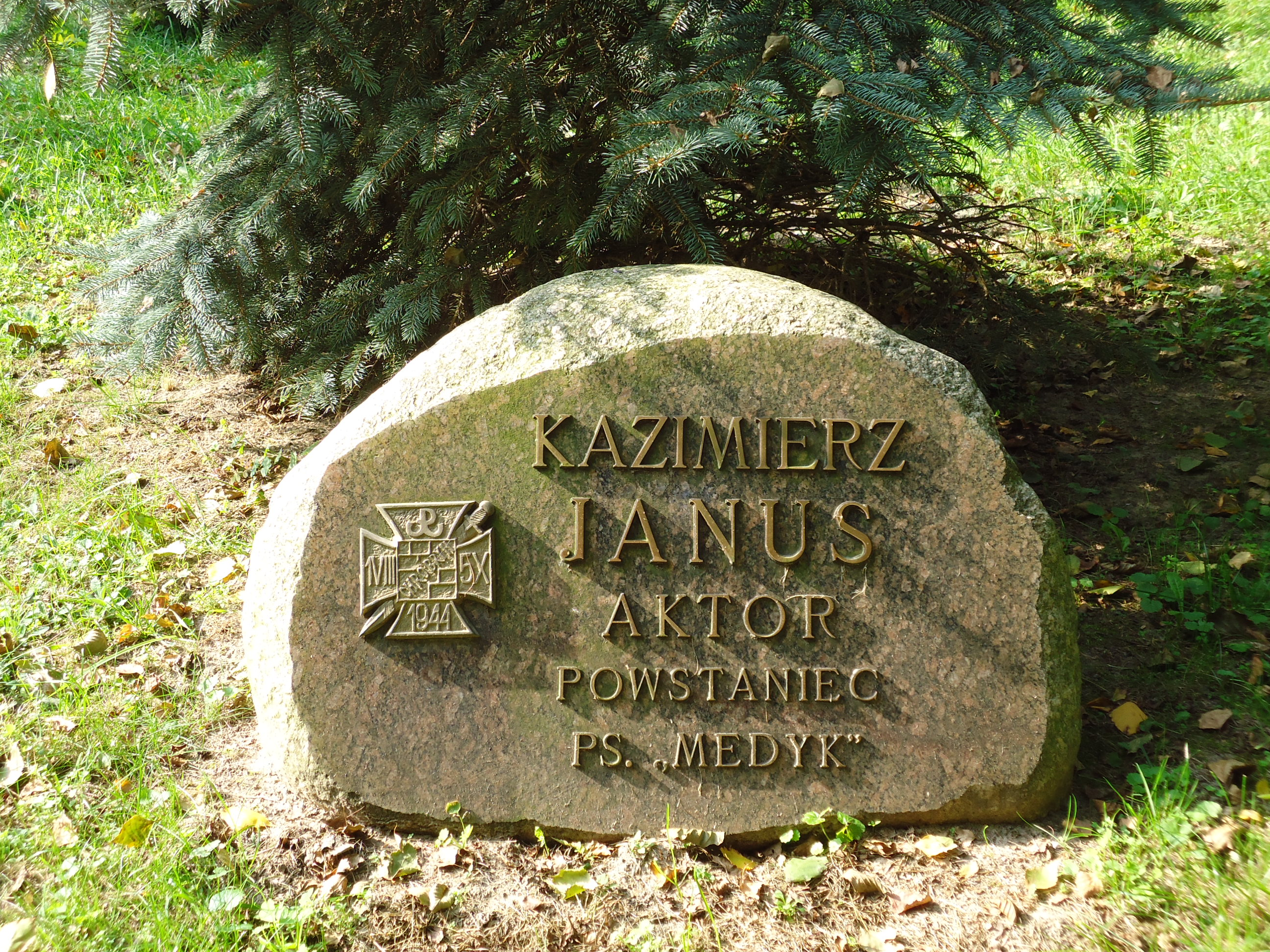
Kamień pamiątkowy w ogrodzie